# Иван Гешев
Иван Стоименов Гешев е български полицай, юрист и политик. Работи последователно като полицейски инспектор, следовател и прокурор, а от 18 декември 2019 година до 15 юни 2023 година е главен прокурор на Република България. През юли 2023 г. обявява създаването на движение Справедливост за България.

## Биография

### Ранни години
Иван Стоименов Гешев е роден на 19 декември 1970 година в Мирково, община Мирково, Софийска област в семейството на служител в пътна полиция и акушерка. Семейството на баща му Стоимен Гешев е от Златица и е част от голям род от разложкото село Годлево, към който принадлежи и революционерът – отец Партений Гешев. Определя се като „българин от Македония“.
Началното, основното и средното си образование (Техникум по електротехника) завършва в гр. София, където живее с родителите си от ранно детство.
През 1989 г. е приет в тогавашния Висш институт при МВР, във факултета „Държавна сигурност“. През 1991 г. факултетът е закрит и Гешев продължава обучението си във факултета „Национална полиция“. Завършва там висшето си образование през 1994 година. Придобива юридическа правоспособност през 1996 година.

### Следовател
След дипломирането си работи в полицията и следствието в София – като оперативен работник (1994 – 1995) със звание лейтенант от МВР (приравнено понастоящем на Инспектор III-та степен), помощник-следовател (1995 – 1996) и следовател (1996 – 2006).

### Прокурор
През 2006 г. Гешев става прокурор в Софийската районна прокуратура. Комисията по досиетата го проверява за принадлежност към ДС, но не установява такава. От 2009 г. е командирован в Софийска градска прокуратура, а от 2012 г. е официално назначен там. През 2010 г. получава ранг на прокурор от ВКП/ВАП. На 19 юли 2016 г. прокурорската колегия на ВСС го избира за административен ръководител на специализираната прокуратура с 9 гласа за и 1 против след като единственият друг претендент се оттегля от конкурса, на тази длъжност е до 16 юли 2018 г.

#### Дело за фалита на КТБ
В ролята си на ръководител на специализираната прокуратура, Гешев се представя като „лицето на екипа“, работил по делото за фалита на банката. Обвинителният aĸт, внесен в съда, се състои от рекордните над 10 000 страници, ĸaĸто и 1360 тома материали. Разпространено е и безпрецедентно „резюме“ от 155 страници, озаглавено „Oбщ поглед върху модела KTБ“.

### Заместник главен прокурор
От 16 юли 2018 г. до 18 декември 2019 г. е заместник на Главен прокурор на България при ВКП, предложен на 4 юли 2019 г лично от Сотир Цацаров като подходящ за наследник за Главен прокурор на България, и одобрен от прокурорската колегия на Висшия съдебен съвет с 9 гласа за, 0 против.

#### Избор за главен прокурор
През юли 2019 г. номинацията на Гешев идва от всичките 11 прокурори във Висшия съдебен съвет, без Гешев да има реален конкурент, и е издигнат като единствена кандидатура за нов Главен прокурор на България за след края на мандата на Сотир Цацаров. Кандидатурата му е подкрепена от редица професионални организации. Срещу кандидатурата му се организират протести в София. Една от причините за протестите е изказаното в интервю пред БНТ от 23 юли 2019 г. мнение, че „не споделя виждането ..., че законодателната, изпълнителната и съдебната власти трябва да са разделени“. Едновременно се провеждат и митинги в негова подкрепа.
За разлика от избираните през предходните 30 години главни прокурори, които са съдии, хабилитирани преподаватели или адвокати, неговият стаж е изцяло в правоохранителните институции. На 24 октомври 2019 г. Висшият съдебен съвет го избира за главен прокурор. На 7 ноември 2019 г. президентът Румен Радев с указ връща предложението за избор на Иван Гешев за Главен прокурор на България на Висшия съдебен съвет с мотивите, че липсва алтернативна кандидатура и изборът е предварително решен. След успешно повторно гласуване на кандидатурата му на 14 ноември 2019 г. тя е внесена отново при президента за издаване на указ. След 12-дневно забавяне, на 26 ноември президентът Румен Радев издава указ за назначаването на Иван Гешев за Главен прокурор на България.

### Главен прокурор

#### Конфронтация с президента
След избора на Иван Гешев се пораждат съмнения за опит за негова намеса в политиката, понеже той сезира Конституционния съд с искане за тълкуване на текста, засягащ имунитета на президента. Според някои политически анализатори с това главният прокурор започва открита атака срещу Румен Радев. Потърпевшият Радев също смята, че след избора на Гешев прокуратурата започва да се използва като инструмент за разчистване на политически сметки. Това става в момент, в който президентът е отявлен институционален опонент на действащия конституционен модел, при който липсва реален контрол на действията на прокуратурата. Според някои наблюдатели е налице и „двоен аршин“ в действията на главния прокурор. Според него всичко е било наред, а държавата демократична до момента, в който прокуратурата им е повдигнала обвинения или е предприела проверки срещу тях. По повод атаките от страна на председателя на ВКС – Лозан Панов, Гешев посочва, че ако прокуратурата е кучето пазач на държавата, то някой иска да ѝ сложи намордник. Според Гешев за прокуратурата няма недосегаеми, независимо от позицията, която заемат.

#### Борба с битовата престъпност
Приоритетите на Иван Гешев като административен ръководител на Прокуратурата са борба с т.нар. битова престъпност, насочена към престъпленията по малките населени места.

#### Скандал „Осемте джуджета“
Името му е набъркано и в разразилия се през лятото на 2020 година корупционен скандал „Осемте джуджета“. Скандалът уличава висши магистрати, като се пораждат и съмнения за противозаконна дейност извършвана в специализираната прокуратура. Потърпевши допускат, че Гешев също е бил в течение на тази дейност. Въпреки че със случая е запознато американското посолство в страната, впоследствие се пораждат съмнения, че прокуратурата прави опит той да се потули. Самият Иван Гешев отрича всички тези твърдения и заявява, че по случая се извършва обективна и безпристрастна проверка от страна на прокуратурата.

#### Протести с искане за оставка
Поведението и действията на главния прокурор във връзка с конфронтацията му с президента са повод за започналите през юли 2020 г. продължителни протести в страната и чужбина с искане за неговата оставка и тази на премиера. Това се случва на фона на пасивността на прокуратурата спрямо изтекли в медиите серия от анонимни скандални аудио и видеозаписи и снимки, свързани данни за извършени престъпления. Според експертизи извършени в САЩ те са автентични и в тях е записан министър-председателят Борисов. Тези материали уличават премиера и в изключителен цинизъм спрямо българските и европейските институции. Твърденията на главния прокурор, че протестите са акция главно на платени футболни агитки, които се използват от криминални елементи и от някои партии за прокарване на политическите им цели, не намират подкрепа в общественото мнение. Година след избирането му на този пост в края на 2020 година Гешев получава доверието на 10% от обществото. В началото на 2021 година са приети законодателни промени, като е въведена фигура на специален прокурор, отговарящ за разследвания насочени срещу главния прокурор. Прокуратурата изразява несъгласието си с учредяването на тази нова длъжност.. На 1 май 2023 г. (понеделник) около 11:45 ч. бомба избухна пред кортежа на Иван Гешев.

### Атентат
На 1 май 2023 година е извършен атентат срещу Гешев  - автомобилът му е взривен. Появяват се противоречиви информации. Първоначално Гешев твърди, че е атакуван с 3 кг. тротил, а семейството му е било заедно с него в колата. Впоследствие става ясно, че количеството тротил е било в пъти по-малко, атентата най-вероятно е бил за сплашване, а семейството му не е пътувало с него.  Според експерти такова огромно количество тротил би изкопало ров на пътя, а бордюрите дори не са разклатени. Също така той твърди, че е трябвало да бъде убит, а впоследствие става ясно, че   мястото е под пътя и с наклон в обратна посока, което прави убийство ако не невъзможно, то трудно постижимо
Затова се виждат следи от някакви сачми по дърветата надолу и никакви щети по пътя, до който е гръмнал взрив.  Също така според Гешев взривът е вдигнал огнен стълб висок 4, 5 метра. В действителност дръвчето, под което е взривът, е цъфнало и даже не е обгоряло.

### Конфликт със Сарафов.
В първите дни зам.главният прокурор и шеф на НСЛС Борислав Сарафов пламенно защитава Гешев и повтаря неговите изказвания. Впоследствие обявява, че е бил подведен, от думите на Гешев, че децата му се уплашили от взрива. Той обяснява, че е поискал помощ от Европол и призовава ВСС да поиска оставката на Гешев, като го обвинява в натиск над прокурори, а също и че се разполага с прокуратурата като бащиния. Сарафов обявя, че се страхува за живота си и иска охрана. Между двамата се разгаря истинска война, в продължение на няколко седмици двамата се обвиняват взаимно пред медиите.

#### Предсрочно освобождаване
На 25 май 2023 година, във ВСС влиза в ход процедура по предсрочното му освобождаване като главен прокурор. Вследствие на обсъждания по процедурата, състояли се между 8 юни и 12 юни 2023 година, съдебния съвет решава да освободи Гешев от длъжността, с 16 гласа „за“ и 4 гласа „против“. Президентът на Република България, Румен Радев подписва указа за освобождаване му на 15 юни 2023 година. 

### Политик
На 05.07.2023 г. създава партия политическо движение "Справедливост за България" с консервативно-десен уклон. Движението е регистрано на 10.07.2023 г.  През септември 2023 той обявява, че няма да учавства на тези избори, но подкрепя независимите кандидати и малките партии Впоследствие през ноември 2023 обявява, че сформира платформа "Граждански блок" и на следващите избори "Справедливост за България" ще се яви с независими кандидати. На 9 юни 2024 Граждански блок представя листа за народни представители която събира 3003 гласа (0,14 процента). За европейски парламент листата на "Граждански блок" събира 2310 гласа (0,11 процента)

## Награди
- Сертификат за специално признание на участниците в успешно проведената на 04.10.2016 г. операция, при която е разбита нелегална печатница за производство на неистински евро банкноти в град Пловдив, издаден от Европол.
- Грамота и плакет „Джовани Фалконе“ от конкурса „Страхливият умира всеки ден, смелият – само веднъж“ на Посолството на Република Италия и Община Благоевград за реален принос в ограничаване разпространението и употребата на наркотици, проституцията, детската порнография, корупцията, тероризма и изразена подкрепа на каузи в полза на обществото, за формиране на хуманни модели на поведение у подрастващото поколение.[46]